# Atentát na Františka Ferdinanda d'Este
Atentát na Františka Ferdinanda d'Este, arcivévodu a následníka rakousko-uherského trůnu, byl spáchán 28. června 1914 v Sarajevu, hlavním městě Bosny a Hercegoviny. Během jízdy ulicemi města byli arcivévoda František Ferdinand a jeho choť Žofie Chotková napadeni skupinou šesti atentátníků, jejichž vůdcem byl Danilo Ilić. Nejprve atentátníci podnikli nezdařený bombový útok a později na jiném místě oba manžele zastřelil Srb Gavrilo Princip, příslušník organizace Mladá Bosna.
Na vrcholu spiknutí stáli velitel srbské vojenské rozvědky Dragutin Dimitrijević, jeho pravá ruka, major Vojislav Tankosić, a špion Rade Malobabić. Major Tankosić měl na starosti výcvik a ozbrojení atentátníků a umožnil jim přístup do sítě agentů a konspiračních bytů, kterou byly na území Rakousko-Uherska pašovány zbraně.
Atentátníci, klíčoví členové sítě agentů a srbští vojenští činitelé zodpovědní za organizaci atentátu byli posléze uvězněni, souzeni a potrestáni. Pachatelé uvěznění na území Bosny byli souzeni v Sarajevu v říjnu 1914, ostatní aktéři byli souzeni v letech 1916 a 1917 před pololegálním soudem ve Francouzi okupované řecké Soluni.
Atentát v Sarajevu, jenž byl spáchán na následníka rakousko-uherského trůnu, vyvolal mezinárodní krizi známou jako červencová krize a byl záminkou k vyhlášení války Srbsku Rakousko-Uherskem a je považován za jednu z příčin první světové války.

## Pozadí atentátu

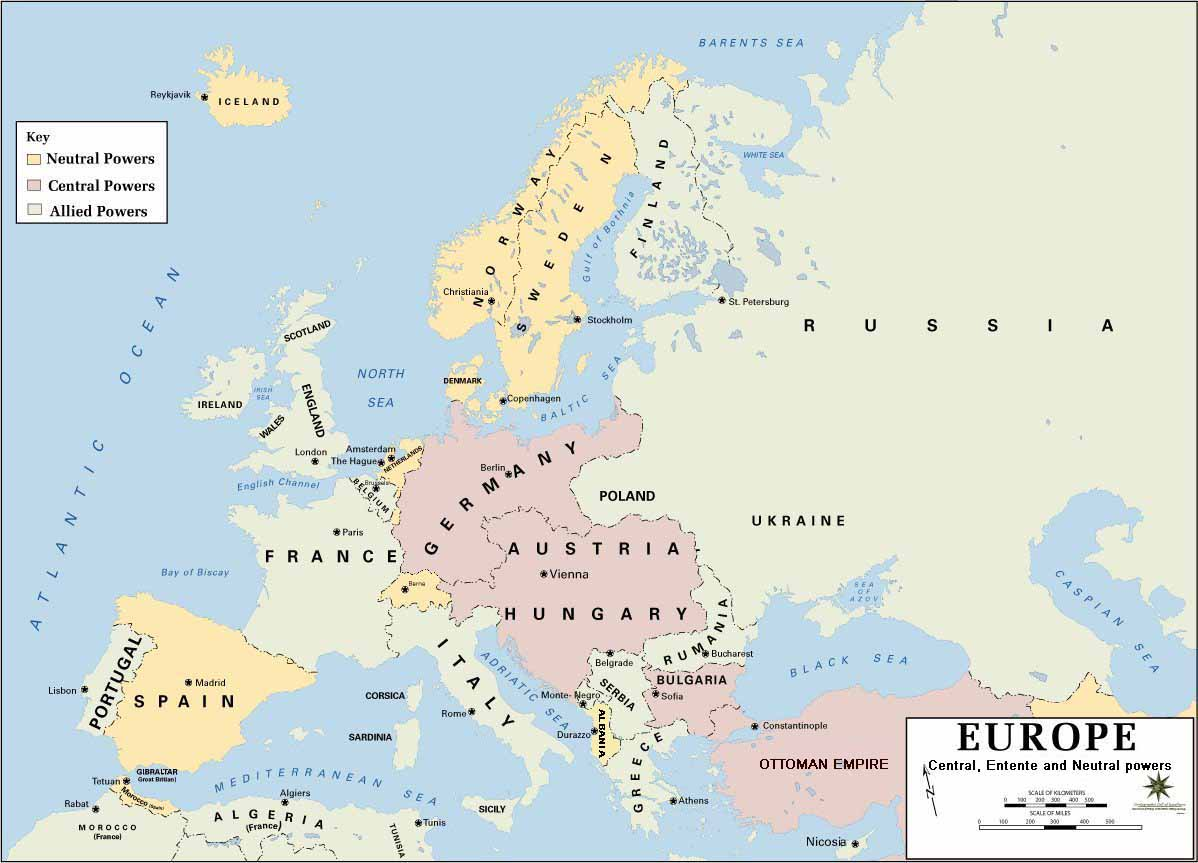
Politická mapa Evropy v 1. světové válce

Podle Berlínské smlouvy z roku 1878 získalo Rakousko-Uhersko mandát obsadit a spravovat Bosnu a Hercegovinu, jež byly dosud provinciemi Osmanské říše, přičemž Osmanská říše si zachovala formální svrchovanost. Vídeň se touto smlouvou zavázala zajistit v Bosně a Hercegovině mír a pořádek. Podle této smlouvy bylo Srbsko uznáno velmocemi nezávislým a svrchovaným státem. Srbsko ve svých hranicích od začátku zahrnovalo pouze část etnické srbské populace.
V roce 1903 napadli srbští důstojníci pod vedením Dragutina Dimitrijeviće srbský královský palác. Po prudkém boji útočníci zajali generála Lazara Petroviće, velitele palácové stráže, a donutili ho prozradit místo, ve kterém se král Alexandr a královna Draga skryli. Král byl poté zasažen třiceti střelami a královna osmnácti. MacKenzie o tom píše: „Královští vojáci byli poté svlečeni do naha a brutálně zmasakrováni.“ Spiklenci poté dosadili na trůn Petra I. z dynastie Karađorđevićů.
Nová dynastie byla více nacionalistická, bližší Rusku než Rakousko-Uhersku. Následující desetiletí se rozhořely spory mezi Srbskem a jeho sousedy a Srbsko začalo budovat svůj vliv a snažilo se znovu získat svou říši ze 14. století. Tyto spory zahrnovaly i konflikt s Rakouskem-Uherskem v roce 1906.
Během Bosenské krize v roce 1908 Rakousko-Uhersko anektovalo Bosnu a Hercegovinu, která byla dosud protektorátem. Proti této anexi Srbsko razantně protestovalo. K Srbsku se přidalo také carské Rusko a Osmanská říše. Srbsko mobilizovalo, čímž se situace vyostřila téměř až k válce. S anexí Bosny a Hercegoviny bylo nakonec Srbsko nuceno souhlasit poté, když carské Rusko zjistilo, že by pro případný konflikt nezískalo podporu západoevropských mocností. Během balkánských válek mezi lety 1912 a 1913 Srbsko vojensky dobylo Makedonii a Kosovo, čímž obsadilo dřívější provincie Osmanské říše a Bulharska.
Německo došlo na konci prvního desetiletí 20. století k závěru, že je na válku připraveno, že je lépe vyzbrojené než ostatní mocnosti a že čím dříve válka vypukne, tím lépe pro Německo. Sami začít válku se však Němci z vnitropolitických i vnějších politických důvodů neodvážili. Obzvlášť německá sociálnědemokratická strana vystupovala proti případné válce. Vhodná záminka se německým vládnoucím kruhům naskytla v červnu 1914, kdy rakousko-uherská armáda uskutečnila v Bosně velké vojenské manévry. Obyvatelé Bosny a Hercegoviny se nechtěli smířit s nedávným připojením své země k Rakousko-Uhersku a jejich odboj byl podporován Srbskem. Manévry se provokativně konaly při srbských hranicích. Následník trůnu František Ferdinand d'Este jako vrchní inspektor rakousko-uherské armády přijel na manévry a na jejich závěr okázale navštívil Sarajevo, hlavní město Bosny.

Důležité v tomto kontextu je zdůraznit, že v této době byly hrůzy války často romantizovány.

## Příprava atentátu

### Plán akce

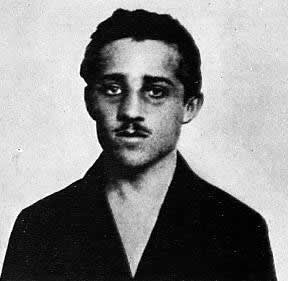
Atentátník Gavrilo Princip

V roce 1914 přišel Danilo Ilić na oddělení zvláštní služby pro odposlechy v Užici, aby si promluvil s velícím důstojníkem, srbským kapitánem (později plukovníkem) Cvjetko A. Popovićem. Ten poslal Iliće do Bělehradu, aby záležitost projednal s náčelníkem srbské vojenské rozvědky, plukovníkem Dragutinem Dimitrijevićem,  přezdívaným Apis.
O tom, co se konalo mezi Ilićem a Apisem, nejsou žádné zprávy, ale brzy po jejich setkání Apisův první major Vojislav Tankosić svolal srbské separatistické setkání ve francouzském Toulouse. Setkání mezi separatisty v Toulouse se zúčastnil Mehmed Mehmedbašić. Během tohoto lednového setkání v roce 1914 bylo projednáno několik potenciálních cílů atentátu včetně Františka Ferdinanda. Účastníci se však rozhodli vyslat Mehmeda Mehmedbašiće do Sarajeva s cílem zabít guvernéra Bosny a Hercegoviny Oskara Potioreka.
Na cestě z Francie do Bosny a Hercegoviny policie prohledala vlak kterým cestoval, když pátrala po zloději. Mehmedbašić si myslel, že policie jde po něm, a tak vyhodil svoje zbraně (dýku a lahvičku s jedem) z okna vlaku.

### Cíl:František Ferdinand d'Este
Mehmedbašić potřeboval nahradit zbraně, o které přišel během policejní prohlídky vlaku. To opozdilo jeho útok na Oskara Potiorka, a než byl připraven jednat, Danilo Ilić ho zavolal do Mostaru. Dne 26. března 1914 Danilo Ilić informoval Mehmedbašiće, že Bělehrad odmítl misi zabít guvernéra a plán je nyní zavraždit arcivévodu Františka Ferdinanda d'Este a Mehmedbašić má vyčkat na instrukce k nové operaci. Podle výpovědí Iliće, Čubriloviće a Popoviće před sarajevským soudem zrekrutoval krátce po Velikonocích Ilić pro tento účel srbské mladíky Vaso Čubriloviće a Cvjetko Popoviće. Gavrilo Princip, Trifun Grabež a Nedeljko Čabrinović, rakousko-uherští bosenští Srbové žijící v Bělehradě, před sarajevským tribunálem vypověděli, že toho času byli všichni již nedočkavostí bez sebe provést atentát. Kontaktovali tedy bývalého guerillového vojáka (partyzána) Milana Ciganoviće, o kterém bylo známo, že má dobrý přístup ke zbraním. Jeho prostřednictvím kontaktovali majora Tankosiće, který jim udělil souhlas k přepravě zbraní do Sarajeva a jejich účasti na atentátu.
Svolení jim bylo uděleno poměrně rychle, dodávka zbraní se však zpozdila více než o měsíc. Ciganović měl však později v úmyslu celou akci odříct a během jednoho setkání řekl Grabežovi: „Nebudeme dělat nic, starý císař je nemocný a jeho dědic do Bosny asi nepojede.“ Když se však zdravotní stav Františka Josefa zlepšil, byla operace opět spuštěna.
Zbytek zbraní byl dodán 26. května. Tři atentátníci z Bělehradu před soudem vypověděli, že major Tankosić prostřednictvím Ciganoviće kromě šesti granátů, čtyř poloautomatických pistolí Browning a střeliva poskytl i finanční prostředky na chod akce, kyanidové ampule, výcvik, speciální mapy s vyznačeným umístěním četnických stanic, kontakty na podzemní kanál, kterým se na území Rakousko-Uherska pašovaly zbraně, a speciální průkaz pro přístup k tomuto kanálu. Major Tankosić později novinářům a historikovi Magrinimu prozradil, že Principovi, Grabežovi a Čabrinovićovi skutečně poskytl pistole a výbušniny a že také stál za myšlenkou mít u sebe kyanidové ampule.

### Pašování zbraní

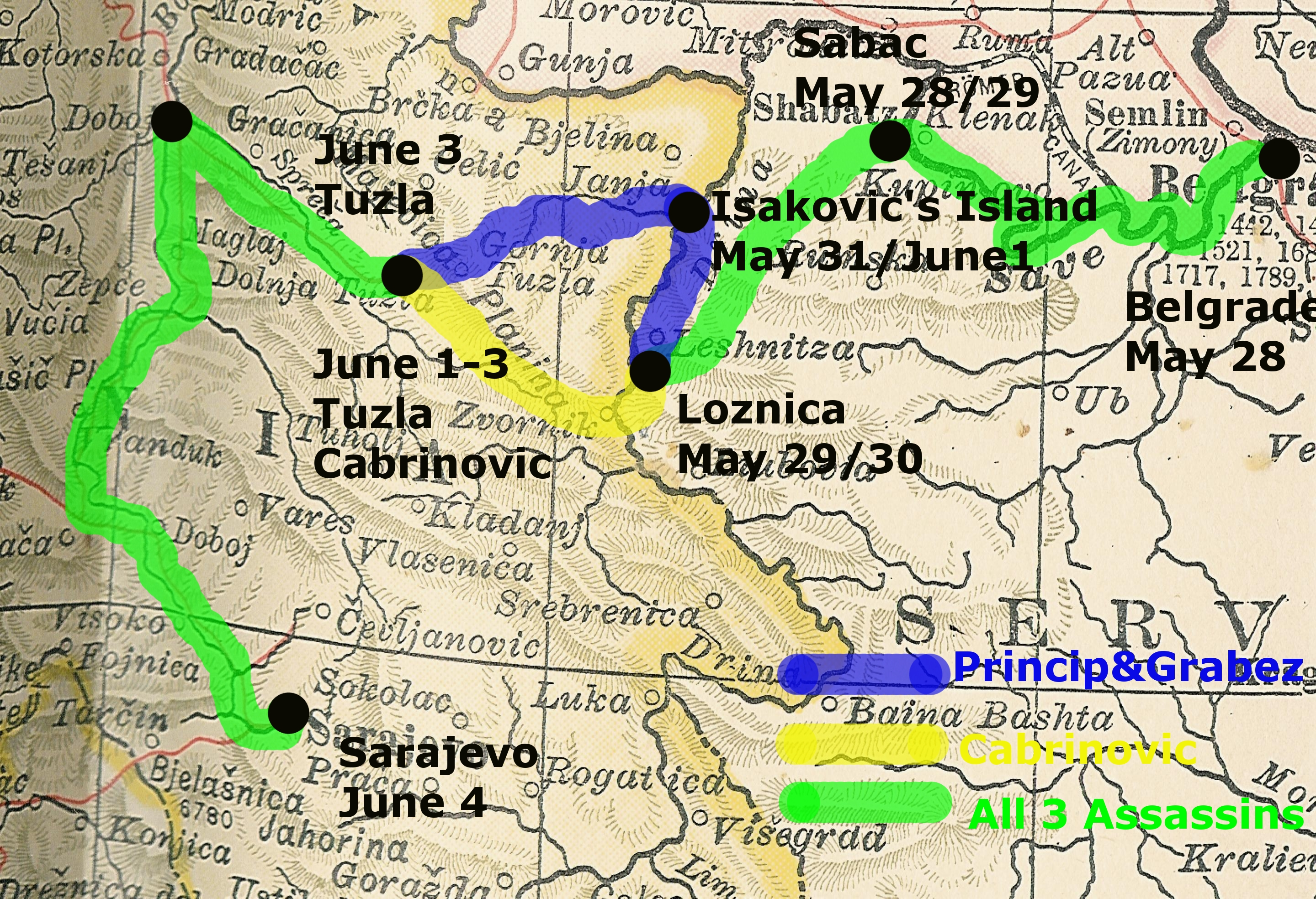
Cesta atentátníků z Bělehradu do Sarajeva

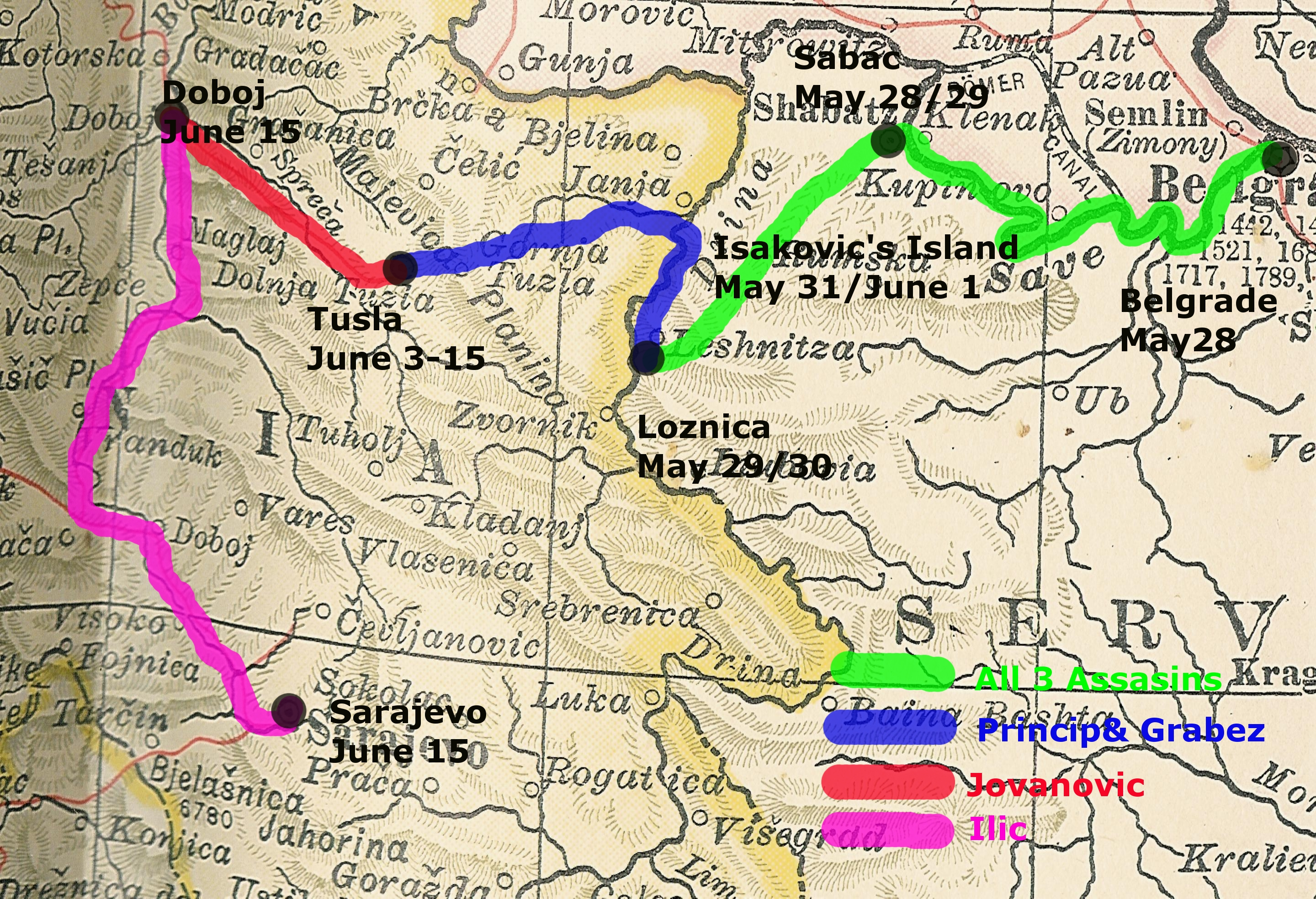
Cesta zbraní z Bělehradu do Sarajeva

Gavrilo Princip, Grabež a Čabrinović odcestovali 28. května z Bělehradu a jeli podél Sávy do Šabacu, kde kapitánu Popovićovi předali průkaz srbské pohraniční stráže. Popović jim obratem předal dopis pro srbského kapitána Prvanoviće a vyplnil tiskopis se jmény tří celních úředníků, které měli kontaktovat za účelem obdržení výrazně zlevněných vlakových jízdenek do příhraničního městečka Loznica.
Gavrilo Princip, Grabež a Čabrinović přijeli do Loznice 29. května. Kapitán Prvanović vyzval tři své podřízené, aby naplánovali co možná nejbezpečnější plán přechodu státní hranice. Zatímco čekali na zmíněné tři úředníky, došlo mezi Principem, Grabežem a Čabrinovičem k opakovaným hádkám kvůli Čabrinovičově časté nedbalosti ohledně bezpečnosti akce. Čabrinović nakonec předal Principovi a Grabežovi zbraně, které měl u sebe, a byl Principem vyzván, aby sám odjel do Zvorniku, kde měl oficiálně překročit státní hranici s Bosnou a Hercegovinou (Rakouskem-Uherskem) za použití Grabežova cestovního dokladu. K Principovi a Grabežovi se měl Čabrinović opět přidat ve městě Tuzla.
Dne 30. května v ranních hodinách dorazili Prvanovićovi podřízení. Seržant Budivoj Grbić souhlasil s převedením ozbrojených Principa a Grabeže přes státní hranici. Dne 31. května se přebrodili na Ostrov Isaković, malý ostrov nacházející se uprostřed hraniční řeky Drina. Grbić předal ozbrojené atentátníky agentům srbské Národné Odbrany, aby je převedli do Bosny, na rakousko-uherské území. Na území Bosny dorazili 1. června. Grabež s Principem byli i se zbraněmi předáváni od agenta k agentovi až do té doby, než dorazili do Tuzly, kde své zbraně předali členovi Národné Odbrany Miško Jovanovićovi. Zde se opět připojili k Čabrinovićovi.
Agenti Narodné Odbrany informovali o svých aktivitách prezidenta hnutí Boža Jankoviće, který zprávy obratem posílal tajemníkovi srbského ministerského předsedy, Nikolu Pašićovi. Jedna ze zpráv uvádí jméno nového spiklence ze srbských vojenských kruhů, majora Kostu Todoroviće. Pašićovy ručně psané poznámky z porad zahrnovaly též přezdívku jednoho z atentátníků („Trifko“ Grabež) a také jméno majora Tankosiće. Rakušané se těchto zápisků a dalších souvisejících dokumentů později zmocnili.
Z Tuzly pokračovali Grabež a Čabrinović do domů svých rodičů, aby si zde odpočinuli do té doby, než dorazí arcivévoda Ferdinand na plánovanou návštěvu. Princip se ubytoval v domě Ilićovy matky v Sarajevu a později se zde spolu setkali. Dne 14. června se Ilić vydal do Tuzly, odkud měl zbraně převést do Sarajeva. Miško Jovanović zbraně schoval ve velké bedně od cukru a 15. června poté oba separátně odjeli vlakem do Doboj, kde Jovanović předal bednu Ilićovi. Později toho dne se Ilić vrátil vlakem do Sarajeva a schoval zbraně v kufru pod pohovkou v domě své matky.

### Předvečer útoků
Ilić začal 27. června postupně rozdávat zbraně mezi jednotlivé atentátníky. Ilić se až do 27. června snažil držet jména aktérů z Bělehradu v tajnosti před těmi, kdo byli rekrutováni v Sarajevu. Ten večer řekl Mehmedbašić Albertinimu: „Navečer útoků mě Ilić v kavárně Sarajevo představil Principovi se slovy „tohle je Mehmedbašić, který jde zítra do toho s námi.“

## Atentát
Poznámka: Přesný průběh událostí zůstává nejasný, vzhledem k rozporuplným podáním svědků.

### Kolona vozů
Dne 28. června 1914 se František Ferdinand d'Este se svým doprovodem vydal na cestu vlakem z lázní Ilidža do Sarajeva. Na sarajevském nádraží byli očekáváni guvernérem Oskarem Potiorekem a pro Ferdinandovu družinu zde bylo připraveno celkem šest vozů. Kvůli nedorozumění do prvního vozu omylem nastoupili tři místní policisté spolu s vedoucím bezpečnostní služby. Členové služby, kteří měli svého vedoucího doprovázet, nastoupili až do jednoho ze zadních vozů. Do druhého automobilu v pořadí nastoupili sarajevský primátor a ředitel sarajevského policejního oddělení. Třetím automobilem v koloně byl sportovní Gräf & Stift se staženou střechou, který řídil Leopold Lojka. Do tohoto vozu nastoupili František Ferdinand d'Este, jeho manželka Žofie vévodkyně z Hohenbergu, guvernér Oskar Potiorek a podplukovník Franz von Harrach. První zastávkou a bodem v oficiálním programu arcivévodovy kolony byla inspekce vojenských kasáren. Podle programu se kolona v 10:00 vydala od kasáren směrem k radnici třídou Appel.

### Bombový útok
Kolona vozů prvního útočníka Mehmedbašiće bez úhony minula. Organizátor Danilo Ilić útočníka Mehmedbašiće postavil před zahrádku kavárny Mostar Café a vyzbrojil jej bombou. Mehmedbašić si však čin na poslední chvíli rozmyslel a nezaútočil. Nedaleko od něj stál Vaso Čubrilović, vyzbrojený bombou a pistolí, který se však také k činu neodhodlal. V další části plánované trasy, nedaleko řeky Miljacka, stál Nedeljko Čabrinović, ozbrojený bombou.
V 10:10 se automobil s arcivévodou Ferdinandem přiblížil k Čabrinovićovi, který na vůz hodil bombu. Ta se však odrazila od potahu stažené střechy a spadla zpět na silnici. Nastavení časovače bomby zapříčinilo, že vybuchla až pod vozem následujícím, který byl okamžitě vyřazen z provozu. Výbuch vytvořil v silnici asi 30 cm hluboký kráter a podle agentury Reuters zranil celkem dvacet lidí.
Čabrinović poté polkl připravenou ampulku s kyanidem a skočil do řeky Miljacka. Čabrinovićův pokus o sebevraždu však nevyšel, neboť ampule s kyanidem způsobila pouze zvracení. K utonutí též nedošlo, jelikož je řeka Miljacka velmi mělká. O chvíli později byl zadržen davem přihlížejících svědků a předán policii.
Kolona vozů rychle pokračovala bez zničeného vozu dále směrem k městské radnici. Cvjetko Popović, Gavrilo Princip a Trifun Grabež se na velmi rychle projíždějící kolonu zaútočit neodvážili.

### Příjezd na radnici
Kolona přijela k radnici na plánovanou recepci, arcivévoda zde však projevil pochopitelné příznaky stresu tím, že si odmítl vyslechnout připravený projev primátora Curcice se slovy: „Pane primátore, přijel jsem na návštěvu a přivítán jsem byl bombami. To překračuje všechny meze!“ Vévodkyně Žofie si na chvíli vzala Ferdinanda stranou, něco mu pošeptala do ucha; arcivévoda poté řekl primátorovi: „Začněte tedy svou řeč.“ Arcivévoda se uklidnil a starosta začal svůj proslov. Jakmile domluvil starosta, pokračoval se svým projevem František Ferdinand, který k připravenému textu ještě přidal zmínky o událostech, které se přihodily toho dne v Sarajevu a poděkoval jeho obyvatelům za uvítací ovace: „Zřel jsem v nich radost z nezdaru toho atentátu.“
Členové Ferdinandova doprovodu začali diskutovat o možnostech, jak zabránit dalším případným pokusům o atentát, přičemž však nevyvodili žádné konkrétní závěry. Návrh přesunout vojenské jednotky nacházející se nedaleko města, aby lemovaly celou trasu průjezdu, byl zamítnut z toho důvodu, že vojáci neměli s sebou na manévrech slavnostní uniformy. Bezpečnost arcivévody tak spočívala v rukou malé sarajevské policejní jednotky. Jediným účinným opatřením bylo přesazení hraběte Harracha ve voze tak, aby seděl po Ferdinandově levici a chránil tak jeho srdce.

### Smrtelný zásah
Po návštěvě radnice se arcivévoda Ferdinand rozhodl, že v nemocnici navštíví raněné členy doprovodu zasažené Čabrinovićovou bombou. Žofie se rozhodla zrušit svůj oficiální program, aby mohla doprovázet svého manžela. V 10:45 nastoupil František Ferdinand spolu s chotí Žofií do automobilu, opět třetího v pořadí.
Gavrilo Princip se právě nacházel v kavárně před lahůdkářským obchodem Moritze Schillera, kde potkal svého přítele, když se před ním objevila limuzína s arcivévodou a jeho spolujezdci, která chybně odbočila a při couvání se na chvíli zastavila. Princip přiskočil z pravé strany k vozu a vypálil dvě rány z poloautomatické pistole (Fabrique Nationale FN Browning Model 1910 ráže 9 mm se sériovým číslem #19074). Podle Albertiniho „zasáhla první střela Ferdinanda přímo do krční tepny, druhá těžce zranila Žofii Chotkovou v oblasti žaludku“. Princip později vypověděl, že měl v úmyslu usmrtit guvernéra Potiorka a ne Žofii. Obě oběti atentátu zůstaly sedět na svých sedadlech, zatímco byly převáženy do guvernérovy rezidence k lékařskému ošetření. Podle výpovědi hraběte Harracha byla poslední slova arcivévody Ferdinanda: „Sopherl! Sopherl! Sterbe nicht! Bleibe am Leben für unsere Kinder!“ (česky „Žofinko, Žofinko, neumírej! Zůstaň na živu pro naše děti!“) následovaná slovy „Nic mi není.“ Ferdinand zemřel ještě před příjezdem do guvernérovy rezidence, vévodkyně Žofie z Hohenbergu zemřela o několik minut později.

### Následné dění
Všichni útočníci byli po činu zadrženi. Ti, kteří byli uvěznění pod rakousko-uherskou jurisdikcí, byli souzeni společně s komplici a členy konspirační sítě, pomocí které byly do Sarajeva doručeny zbraně použité při atentátu. Mehmedbašić byl sice uvězněn v Černé Hoře, bylo mu však později umožněno uprchnout do Srbska, kde se připojil k majoru Tankosićovi, v roce 1916 však byl na základě úplatku vydán úřadům a opět uvězněn.
Zanedlouho po atentátu vypukly v Sarajevu protisrbsky laděné pouliční nepokoje a musely být zklidněny za použití vojenské síly.

## Soudy a tresty pro pachatele

### Sarajevský tribunál
Rakousko-uherské úřady stíhaly a uvěznily pachatele sarajevského atentátu (kromě Mehmedbasiće, který uprchl do Černé Hory a následně do Srbska) společně s agenty a pomocníky, kteří jim pomáhali s přípravou. Hlavním bodem obžaloby bylo vlastizrádné spiknutí, do kterého byly zapojeny i oficiální srbské kruhy. Sarajevský tribunál se konal od 12. do 23. října, konečné rozsudky byly vyneseny 28. října 1914. Plnoletí pachatelé, jimž hrozil trest smrti, se před tribunálem snažili vykreslit jako nevědomí spolupachatelé činu. Například Vaso Čubrilović, který organizoval dodávky zbraní pro atentát, vypověděl: „Gavrilo Princip na mě velmi ostře pohlédl a prudce na mě vyjel slovy ,Jestli to chceš teda vědět, víš o našem plánu zavraždit dědice trůnu, takže buď zticha. Jestli nás podrazíš, bude to konec tebe i tvé rodiny.’“ Během výslechů Vaso Čubrilović začal blíže popisovat svůj strach z fyzické likvidace, který ho měl přinutit ke spolupráci s Principem a Grabežem. Vaso Čubrilović uvedl, že měl velký strach ze spikleneckých sil stojících za Principem a bál se o život své rodiny. Když byl dotázán, proč se odhodlal riskovat trestní postih za svůj čin a nevyužil raději právní ochranu státu, odpověděl: „Měl jsem daleko větší strach z teroru než ze zákona.“
Bělehradští účastníci atentátu, jimž z důvodu nízkého věku nehrozil trest smrti, se účelově přiznávali a přizpůsobovali své výpovědi u soudu tak, aby jim byl udělen co nejnižší trest. Gavrilo Princip během křížového výslechu vypověděl: „Jsem jugoslávský nacionalista a věřím v myšlenku sjednocení všech jihoslovanských bratrů a vytvoření jejich samostatného, na Rakousku nezávislého státu.“ Když byl poté Gavrilo Princip dotázán na prostředky, jakými by toho chtěl dosáhnout, odpověděl: „Prostřednictvím teroru.“
Konečný verdikt zněl podle Albertiniho následovně: „Soud na základě vyšetřování shledává, že do tohoto zrůdného činu byla zapojena jak Narodna Odbrana, tak i vojenské kruhy Srbského království prostřednictvím tajných agentů.“
Tresty odnětí svobody, smrti a osvobozující rozsudky byly následující:
| Jméno                      | Fotografie          | Trest |
| -------------------------- | ------------------- | --- |
| Gavrilo Princip            | Gavrilo Princip     | Trest – 20 let – během věznění zemřel na turberkulózu zemřel v Terezíně 28. dubna 1918 (ve věku 23 let)                                                                          |
| Nedeljko Čabrinović        | Nedeljko Čabrinović | Trest – 20 let – během věznění zemřel na turberkulózu zemřel 23. ledna 1916 (ve věku 20 let)                                                                                     |
| Trifun Grabež              | Trifun Grabež       | Trest – 20 let |
| Vaso Čubrilović            | Vaso Čubrilović     | Trest – 16 let V době atentátu mu bylo teprve 17 let, a tak i přesto, že byl souzen, nemohl nad ním být vynesen trest smrti. zemřel v Bělehradě 11. června 1990 (ve věku 93 let) |
| Cvjetko Popović            | Cvjetko Popović     | Trest – 13 let |
| Lazar Djukić               |                     | Trest – 10 let |
| Danilo Ilić                | Danilo Ilić         | Smrt oběšením (popraven 3. února 1915) |
| Veljko Čubrilović          | Veljko Čubrilović   | Smrt oběšením (popraven 3. února 1915) |
| Nedjo Kerović              |                     | Smrt oběšením; trest zmírněn na 20 let odnětí svobody na základě nařízení císaře Františka Josefa I.                                                                             |
| Mihaijlo Jovanović         |                     | Smrt oběšením (popraven 3. února 1915) |
| Jakov Milović              |                     | Smrt oběšením; trest zmírněn na doživotní odnětí svobody na základě nařízení císaře Františka Josefa I.                                                                          |
| Mitar Kerović              |                     | Doživotí |
| Ivo Kranjcević             |                     | Trest – 10 let |
| Branko Zagorac             |                     | Trest – 3 roky |
| Marko Perin                |                     | Trest – 3 roky |
| Cvijan Stjepanović         |                     | Trest – 7 let |
| Devět dalších obžalovaných |                     | osvobozeno |
Před soudem vyjádřil obviněný Nedeljko Čabrinović lítost nad spáchanými vraždami a následně po vynesení rozsudku obdržel dopis s odpuštěním od tří dětí, jejichž rodiče během atentátu zahynuli. Gavrilo Princip a Nedeljko Čabrinović během věznění zemřeli na turberkulózu. Spolupachatelé, jimž v době činu bylo méně než dvacet let, mohli podle tehdejších rakousko-uherských zákonů obdržet maximální trest ve výši 20 let. Gavrilo Princip se tak díky svému věku absolutnímu trestu vyhnul.

### Soluňský proces
Na přelomu let 1916 a 1917 probíhaly mezi Rakousko-Uherskem a Francií mírové rozhovory. Existují také důkazy o paralelních jednáních mezi Rakousko-Uherskem a Srbskem. Srbský ministerský předseda Pašić vyslal do Ženevy svého pobočníka Stephana Protiće a princ Alexandr I. Karadjordjević vyslal na jednání svého důvěrníka (a milence), plukovníka Živkoviće. Císař Karel I. zde vyslovil klíčový požadavek Rakouska-Uherska na navrácení Srbska do rukou srbské exilové vlády: Srbsko se mělo zaručit, že již nebude podporovat snahy směřující k odtržení Srbska[zdroj⁠?!] od monarchie.
Princ Alexandr svého času uvažoval o fyzické likvidaci srbského armádního plukovníka Dragutina Dimitrijeviće a jeho následovníků, kteří představovali hrozbu pro jeho moc. Mírový požadavek Rakousko-Uherska představoval další impuls k takovému smýšlení. Dne 15. března 1917 byla skupina kolem Dimitrijeviće zatčena na základě vykonstruovaných obvinění a převezena k vojenskému soudu ve Francouzi okupované řecké Soluni. Dne 23. března 1917 byli Dimitrijević a osm jeho blízkých společníků odsouzeno k trestu smrti, dva další byli odsouzeni k patnáctiletému odnětí svobody. Jeden z obviněných během procesu zemřel, proto bylo obvinění staženo. Princ Alexandr nakonec šest rozsudků smrti na základě nedostatku důkazů zrušil, čtyřem obviněným však vina prokázána byla.
| Jméno                   | Fotografie            | Rozsudek                                                                                          |
| ----------------------- | --------------------- | ------------------------------------------------------------------------------------------------- |
| Dragutin Dimitrijević   | Dragutin Dimitrijević | Smrt zastřelením (popraven 26. června 1917), poplatek 70 denárů za soudní výlohy                  |
| plukovník Ljuba Vulović |                       | Smrt zastřelením (popraven 26. června 1917), poplatek 70 denárů za soudní výlohy                  |
| Rade Malobabić          |                       | Smrt zastřelením (popraven 26. června 1917), poplatek 70 denárů za soudní výlohy                  |
| Muhamed Mehmedbasić     |                       | 15 let odnětí svobody (trest zmírněn, propuštěn v roce 1919), poplatek 60 denárů za soudní výlohy |
Ve snaze ospravedlnit rozsudky smrti napsal ministerský předseda Pašić v dopise srbskému velvyslanci do Londýna: „…Dimitrijević (Apis) mimo jiné přiznal svoji účast na vraždě Františka Ferdinanda. Jak bychom je mohli nechat nepotrestané?“ Je nutné zmínit, že Vojislav Tankosić, další účastník atentátu, nebyl souzen, jelikož roku 1915 padl v bitvě.

## Následky atentátu
| „                                   | Vyšší moc se postarala o znovunastolení řádu, který se mně bohužel udržet nepodařilo. | “ |
| — rakouský císař František Josef I. |                                                                                       |   |

Atentát na následníka Rakousko-Uherska a jeho ženu šokoval celou Evropu a vyvolal ze začátku velké sympatie pro Rakousko. Dva dny po atentátu Rakousko-Uhersko a Německá říše požádaly Srbsko o zahájení vyšetřování, ale Gruic odpověděl, „Nic nebylo dosud učiněno a záležitost se netýká Srbské vlády“.  Rakouská vláda to viděla jako šanci vyřešit srbskou otázku a využila situace k předání ultimáta, které bylo schválně neakceptovatelné a vytvořené s jediným cílem, vyvolat mezi oběma zeměmi válku a zároveň nevystavit Rakousko-Uhersko nařčení z neopodstatněné agrese. Dne 28. července 1914 vypovědělo Rakousko-Uhersko Srbsku válku a o den později začalo jeho podunajské loďstvo ostřelovat Bělehrad.
Ruská vláda vyhlásila 30. července mobilizaci, rakousko-uherská 31. července. Dne 3. srpna vyhlásilo Německo válku Francii (den předtím obsadilo Lucembursko) a 4. srpna vstoupila německá vojska do neutrální Belgie, aby tak získala průchod do Francie. Porušení neutrality Belgie dalo Velké Británii podnět na vypovězení války Německu (4. srpna). Dne 6. srpna vypovědělo Rakousko-Uhersko válku Rusku, 7. srpna ohlásila válku s Rakousko-Uherskem Černá Hora, do týdne vstoupily do války proti Rakousko-Uhersku i Francie a Velká Británie.
Z asijských zemí vstoupilo do války po boku Dohody Japonsko (23. srpna, Japonsko zabralo v Číně německá teritoria v provincii Šan-tung), a Turecko, resp. Osmanská říše po boku Německa a Rakousko-Uherska (30. října). Malý srbský konflikt se rozrostl na světovou válku.

## Kontroverze a zodpovědnost za atentát

### Srbské „varování“ Rakousko-Uhersku
Po atentátu srbský velvyslanec ve Francii Milenko Vesnić a srbský velvyslanec v Rusku Spalaiković vydali prohlášení, že Srbsko varovalo Rakousko-Uhersko o hrozbě atentátu. Srbsko brzy potom popřelo varování a jakoukoliv vědomost o atentátu. Premiér Pašić však v denících Az Est 7. června a v pařížském vydání New York Herald 20. června vše popřel.

### Rade Malobabić
V roce 1914 byl Rade Malobabić agentem srbské vojenské rozvědky. Jeho jméno se objevuje v srbských dokumentech, jichž se Rakousko-Uhersko zmocnilo během války. Tyto dokumenty popisují tok zbraní, munice a agentů ze Srbska do Rakousko-Uherska pod Malobabićovým řízením. Kvůli zatajení Apisova přiznání Srbskem a přepisům Soluňského procesu historikové zprvu nespojovali Malobabiće s atentátem.

## Muzejní výstavy
Principova zbraň (poloautomatická pistole Browning M 1910 s kalibrem .380 acp [9 mm kurz], v roce 2004 nalezená v rakouské jezuitské ubytovně, v níž žil kněz, který poskytl Františku Ferdinandovi s chotí poslední pomazání a pistoli získal), prostřelená uniforma Františka Ferdinanda, automobil Gräf & Stift Double Phaeton, ve kterém arcivévoda jel, a nosítka, na nichž zemřel, jsou umístěny na výstavě v Heeresgeschichtliches Museum (Vojenském muzeu) ve Vídni.
Druhá kulka, kterou Gavrilo Princip vystřelil, někdy nazývaná „kulka, jež začala první světovou válku“, je vystavena v muzejní expozici na zámku Konopišti ve středních Čechách.
Batistový kapesník s krví následníka trůnu Františka Ferdinanda d'Este je v expozici Sarajevský atentát na zámku Velké Meziříčí.